# Thorectes ferreri
Thorectes ferreri là một loài bọ cánh cứng trong họ Geotrupidae. Loài này được miêu tả khoa học năm 1983 bởi Lopez-Colon.